# سلطة دستورية مشتركة
السلطة الدستورية المشتركة (بالإنجليزية: Coconstitutionalism) تبرز عندما توجد ثقافتان مؤسسيتان في علاقة معقدة شبه مستقلة تجاه كل منهما الآخر. وقد أطلق على نموذج تداول السلطات اللامتناظر الذي ظهر في إسبانيا الديمقراطية اسم "السلطة الدستورية المشتركة"، حيث أنه نموذج غير فيدرالي وغير مركزي للحكومة: توجد فيه مناطق الحكم الذاتي إلى جانب وداخل الدولة القومية الإسبانية في علاقة ديناميكية نسبيًا.
وقد برزت بعض أوجه التشابه بين هذا النظام والفيدرالية، على الرغم من وجود فرق جوهري في الوضع القانوني للدولة الفيدرالية في مقابل الدستورية المشتركة المركزية التصورية: في الفيدرالية؛ تكون الدول هي التي تنقل الصلاحيات قانونيًا إلى الحكومة الفيدرالية (أسفل إلى أعلى)، في حين أن سلطة الدولة المركزية تُفوض من الدولة القومية إلى المناطق (أعلى إلى أسفل)، ويمكن من الناحية النظرية إلغاؤها. ولكن في حالة إسبانيا، فإن أي خطوة من هذا القبيل تقوم بها الحكومة الإسبانية في المستقبل قد تشعل الحرب الأهلية الإسبانية، والحقيقة أن مثل هذه الخطوة تتطلب تعديلاً دستوريًا. وبالتأكيد، فإن وضع الحكم الذاتي (بالإسبانية Estatuto de autonomía) لا يمكن إلغاؤه أو تعديله إلا بمبادرة برلمانية للحكم الذاتي الإقليمي، وهو أمر غير محتمل بالتأكيد.[بحاجة لمصدر]
ومنذ عام 1997، نفذت الحكومة البريطانية نموذجًا دستوريًا مماثلاً لتداول السلطة فيما يتعلق بالمناطق القومية.